# ويليام ناثانيل روجرز
ويليام ناثانيل روجرز (بالإنجليزية: William Nathaniel Rogers)‏ هو محامي وسياسي أمريكي، ولد في 10 يناير 1892 في الولايات المتحدة، وتوفي في 25 سبتمبر 1945 في الولايات المتحدة. حزبياً، نشط في الحزب الديمقراطي. وقد انتخب عضو مجلس النواب الأمريكي.